# Elias M. Stein
Elias Menachem Stein (Amberes, 13 de enero de 1931-23 de diciembre del 2018) fue un matemático y profesor universitario estadounidense de origen belga. Fue profesor de matemáticas en la Universidad de Princeton. Sus honores incluyen el Premio Steele (1984 y 2002), el Premio Schock en Matemáticas (1993), el premio Wolf en Matemáticas (1999), y la Medalla Nacional de Ciencia (2002). Además, obtuvo becas para la National Science Foundation, Fundación Sloan, Guggenheim, y la Academia Nacional de Ciencias de Estados Unidos. En 2005, Stein fue galardonado con el premio Stefan Bergman en reconocimiento de sus contribuciones en análisis real, análisis complejo y análisis armónico.

## Biografía
Stein nació en Bélgica, sus padres, Elkan Stein y Chana Goldman, eran judíos asquenazíes de Bélgica. Después de la invasión alemana en 1940, la familia Stein huyó a los Estados Unidos, se asentó en la ciudad de Nueva York, y se graduó en el instituto de secundaria de Stuyvesant en 1949, donde fue compañero de clase del ganador de la Medalla Fields, Paul Cohen, antes de trasladarse a la Universidad de Chicago para matricularse. En 1955, Stein recibió el doctorado en filosofía de la Universidad de Chicago bajo la dirección de Antoni Zygmund. Comenzó a enseñar en el Instituto de Tecnología de Massachusetts en 1955, se trasladó a la Universidad de Chicago en 1958 como profesor adjunto y en 1963 pasó a ser profesor de matemáticas en la Universidad de Princeton hasta su muerte en 2018.
Stein trabajó principalmente en el campo del análisis armónico e hizo contribuciones tanto para ampliar como para aclarar la teoría de Calderón-Zygmund. Esta incluye la interpolación de Stein —la versión de un parámetro variable de la interpolación compleja—, el principio máximo de Stein (que muestra que en muchas circunstancias, la convergencia de casi todas las partes es equivalente a la delimitación de una función máxima), la representación de series complementarias de Stein, la  factorización Nikishin-Pisier-Stein en la teoría del operador, el teorema de restricción de Tomas-Stein en el análisis de Fourier, el fenómeno de Kunze-Stein en la convolución de grupos reductivos, el lema de Cotlar-Stein sobre la suma de operadores casi ortogonales y la teoría de Fefferman-Stein del espacio Hardy {\displaystyle H^{1}} y el espacio {\displaystyle BMO} de funciones de oscilación media acotada.
Escribió numerosos libros sobre análisis armónico, ver bibliografía, que a menudo se citan como referencias estándar sobre el tema. Sus series de Princeton Lectures in Analysis fueron escritas para su secuencia de cursos de pregrado en análisis en Princeton. Stein también destacó por haber capacitado a un gran número de estudiantes graduados —tuvo al menos cincuenta y dos estudiantes, según el Mathematics Genealogy Project—, lo que ha dado forma al análisis moderno de Fourier. Entre los estudiantes se encuentran dos premiados con Medallas Fields, Charles Fefferman y Terence Tao.
Entre sus galardones se incluyen el Premio Leroy Steele (1984 y 2002), el Premio Schock en Matemáticas (1993), el Premio Wolf en Matemáticas (1999) y la Medalla Nacional de la Ciencia (2001). Además, tuvo becas de la Fundación Nacional de Ciencias, la Fundación Alfred P. Sloan, la Fundación Guggenheim y la Academia Nacional de Ciencias de Estados Unidos. En 2005, Stein recibió el premio Stefan Bergman en reconocimiento a sus contribuciones en el análisis real, complejo y armónico. En 2012 se convirtió en miembro de la American Mathematical Society.